# Cantonul Pau-Centre
Cantonul Pau-Centre este un canton din arondismentul Pau, departamentul Pyrénées-Atlantiques, regiunea Aquitania, Franța.